# Mimmo Paladino
Pour les articles homonymes, voir Paladino.
Domenico Paladino, plus connu sous le prénom de Mimmo Paladino, est un peintre et sculpteur italien, né le 18 décembre 1948, à Paduli dans la province de Bénévent et région Campanie en Italie.
Il est l'un des principaux représentants de la Trans-avant-garde, mouvement italien fondé par Achille Bonito Oliva en 1980 qui est une alternative à l'avant-garde et prône un retour à la peinture, après les différents courants conceptuels et minimalistes qui se sont développés dans les années 1970.

## Biographie
De 1964 à 1969, Mimmo Paladino étudie au lycée artistique de sa ville natale.
Son projet artistique naît à l'âge de seize ans, à la suite de sa découverte, à la Biennale de Venise, du travail de Claes Oldenburg et de Jim Dine, qui l'impressionnent fortement. Il commence à dessiner six ans plus tard et ses thèmes favoris, tout particulièrement Icare, sont très souvent puisés dans la mythologie.
Sa première exposition personnelle est organisée en 1976 à Brescia. En 1978, il se rend à New York où, l'année suivante, il expose à la Marian Goodman Gallery et à la Annina Nosei Gallery.
En 1980, invité par Achille Bonito Oliva à la section Aperto 80, il participe pour la première fois à la Biennale de Venise, en compagnie de Sandro Chia, Francesco Clemente, Enzo Cucchi (it) et Nicola De Maria, les autres artistes italiens du mouvement Trans-avant-garde. Le mouvement acquiert une renommée internationale à la suite de cette manifestation d'art et les participations de ces artistes aux expositions de groupe se multiplient ; ainsi, en 1980 à la Kunsthalle de Bâle, en 1981  A new spirit in painting de la Royal Academy de Londres, en 1982 Avantguardia-Transavantguardia à Rome.
En 1984, Mimmo Paladino est sélectionné afin de participer à l'exposition Skulptur im 20. Jahrhundert à Bâle et, en 1985, le Lenbachhaus (de) de Munich organise sa 1re exposition rétrospective dans un espace public. En 1988, il est invité à la Biennale de Venise où il est présent et dans le pavillon italien et dans le parc où il expose South, un portail en bronze de taille imposante : 600 × 350 × 250 cm.
En 1991, il participe à une grande exposition à Prague pour l'inauguration du Château, après les travaux de restructuration entrepris sous la présidence de Václav Havel. En 1994, il est le premier artiste contemporain italien à exposer en Chine, à la Galerie nationale des beaux-arts de Pékin.
En 1995, la ville de Naples lui dédie une grande exposition dans trois espaces publics prestigieux : aux écuries du Palais royal, à la Villa Pignatelli (it) et sur la Piazza del Plebiscito (it) où il installe une mémorable montagne de sel.
En 1999, dans une grande exposition organisée par la South London Gallery (en), il présente, sous la Roundhouse, le grand cycle des Dormienti ; la même année, la Royal Academy de Londres le nomme membre honoraire.
Le Centro per l'arte contemporanea Luigi Pecci de Prato lui consacre une rétrospective en 2002-2003.
En 2006, il réalise le film Quijote, conçu autour de l'œuvre de Cervantès et se présentant comme une suite de tableaux vivants d'une grande beauté formelle. Participent, entre autres, à ce film, le poète Edoardo Sanguineti, le musicien Lucio Dalla, le comédien Alessandro Bergonzoni, ou encore le peintre et sculpteur Enzo Cucchi.
En janvier 2008, la Torre Ghirlandina de Modène a été enveloppée d’un tissu de 90 mètres orné de peintures originales de Mimmo Paladino pour en masquer les longs travaux de restauration.

## Œuvres dans les musées

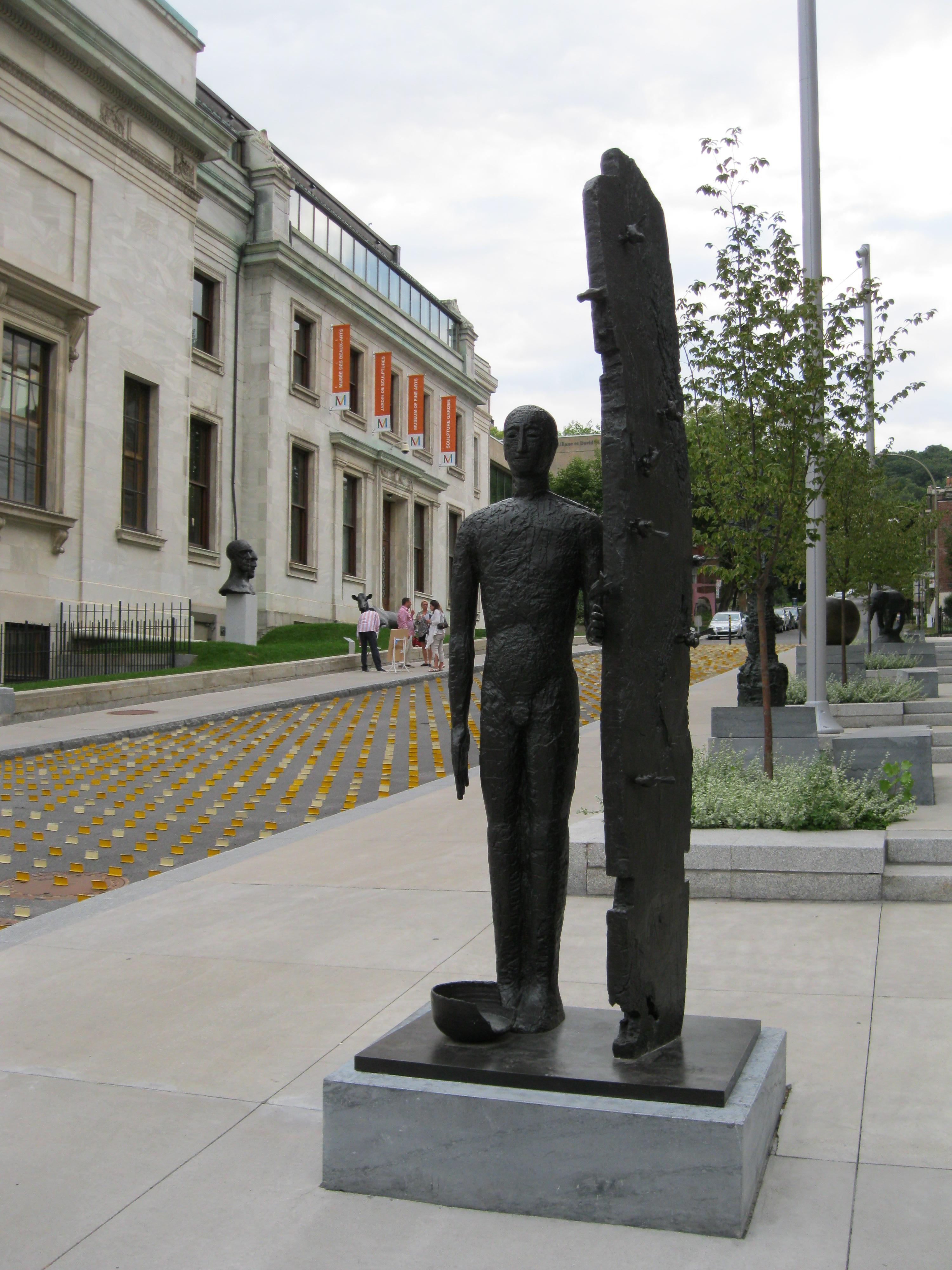
Sans titre (2002)
Musée des beaux-arts de Montréal.

Ses œuvres sont exposées en permanence dans les principaux musées internationaux, entre autres aux Metropolitan Museum of Art et Guggenheim de New York, au Musée d'art du comté de Los Angeles, au Detroit Institute of Arts, aux Tate Gallery et Royal Academy de Londres, à l'IMMA de Dublin, au MACBA de Barcelone, au Kiasma d'Helsinki, au Palazzo delle Arti di Napoli-PAN de Naples, au MAMCS de Strasbourg, au MOCA de Shanghai.
- La Balena immalada, 1981, triptyque[2].
- Vicissitudini del rebis, 1990, huile sur toile, 108 × 88 × 15 cm[3]
- Hortus conclusus, 1991 bronze et feuilles d'or, terrasse du Musée d'Art moderne et contemporain de Strasbourg